# Inmortal de Kaspárov
|       |       |       |       |       |       |       |       |       |  |
|       | a8 bd | b8    | c8    | d8 rd | e8    | f8    | g8    | h8 rd |  |
| a7 kd | b7    | c7    | d7    | e7    | f7 pd | g7    | h7 pd |       |  |
| a6 pd | b6    | c6    | d6 qd | e6    | f6 nd | g6 pd | h6    |       |  |
| a5 nl | b5 pd | c5 pd | d5 pl | e5    | f5    | g5    | h5    |       |  |
| a4    | b4    | c4    | d4 rl | e4    | f4 ql | g4    | h4    |       |  |
| a3 pl | b3    | c3    | d3    | e3    | f3 pl | g3 pl | h3 bl |       |  |
| a2    | b2 pl | c2 pl | d2    | e2    | f2    | g2    | h2 pl |       |  |
| a1    | b1 kl | c1    | d1    | e1 rl | f1    | g1    | h1    |       |  |
|       |       |       |       |       |       |       |       |       |  |

La Inmortal de Kaspárov es una famosa partida de ajedrez jugada entre el ruso (entonces campeón mundial de ajedrez) Garri Kaspárov y el Gran Maestro búlgaro Veselin Topalov en el Torneo de ajedrez Tata Steel.
La partida llamó la atención por los múltiples  sacrificios y la brillante combinación de más de 15 movimientos que hace Garri Kaspárov, siendo llamada por algunos como la partida del siglo o la partida del milenio.

## La partida
Blancas:  Garri Kaspárov (2812)

Negras:  Veselin Topalov (2700)

Sucesión de la partida

Torneo: Torneo de ajedrez Tata Steel (llamado Hoogovens en 1999)

Lugar:  Wijk aan Zee, Holanda Septentrional, Países Bajos

Fecha: 20 de enero de 1999

Ronda: 4ª

ECO: B07, Defensa Pirc
1.e4 d6
La defensa Pirc es muy inusual en los torneos de alto nivel, porque da a las blancas la opción de llevar un juego agudo o posicional y de elegir como desarrollar la iniciativa, pero Topalov apuesta justamente a la rareza de la apertura, busca tomar desprevenido a Kasparov y buscar una posición ventajosa por su falta de preparación.
2.d4 Cf6 3.Cc3 g6 4.Ae3 Ag7 5.Dd2 c6 6.f3 b5 7.Cge2 Cbd7 8.Ah6 Axh6 9.Dxh6 Ab7 10.a3 e5 11.O-O-O De7 12.Rb1 a6 13.Cc1 O-O-O 14.Cb3 exd4 15.Txd4 c5 16.Td1 Cb6 17.g3 Rb8 18.Ca5 Aa8 19.Ah3 d5 20.Df4+ Ra7 21.The1 d4 22. Cd5 Cbxd5 23.exd5 Dd6 24.Txd4 cxd4 25.Te7+ Rb6 26.Dxd4+ Rxa5 27.b4+ Ra4 28.Dc3 Dxd5 29.Ta7 Ab7 30.Txb7 Dc4 31.Dxf6 Rxa3 32.Dxa6+ Rxb4 33. c3+ Rxc3 34.Da1+ Rd2 35.Db2+ Rd1 36. Af1 Td2 37.Td7 Txd7 38.Axc4 bxc4 39.Dxh8 Td3 40. Da8 c3 41.Da4+ Re1 42. f4 f5 43.Rc1 Td2 44.Da7 y Topalov abandona  1-0